# Eduardo de Zulueta y Dato
Eduardo de Zulueta y Dato (París, 4 de diciembre de 1923-Madrid, 28 de julio de 2020) fue un diplomático español.

## Biografía
Hijo del diplomático Ernesto de Zulueta e Isasi  y de María de la Concepción Dato y Barrenechea, y nieto del político Eduardo Dato.
Licenciado en Derecho y diplomático. Fue Embajador de España en Argelia y Luxemburgo, Embajador Observador Permanente de España ante la Organización de los Estados Americanos en Washington D. C., director general de Asuntos Eclesiásticos del Ministerio de Justicia, Jefe de Protocolo de la Exposición Universal de Sevilla 1992, Director de Asuntos Internacionales del Instituto Cervantes.

### Matrimonio y descendencia
Eduardo se casó con Renata Maria Theresia Alice Elisabeth Princesa de Altenburg (Castillo de Saybusch, Żywiec, 13 de abril de 1931), hija del archiduque Karl Albrecht de Austria-Teschen y su esposa Alice Elisabeth Ankarcrona. El enlace tuvo lugar en Estocolmo el 26 de junio de 1957. Tuvieron cuatro  hijos: Eduardo de Zulueta y Habsburgo-Lorena (Nueva York, 19 de octubre de 1958), Ernesto María Jaime Antonio de Zulueta y Habsburgo-Lorena (Nueva York, 7 de julio de 1961); Isabel de Zulueta y Habsburgo-Lorena (Madrid, 7 de marzo de 1965), y Jaime de Zulueta y Habsburgo-Lorena (Roma, 18 de junio de 1970 - Luxemburgo, 15 de febrero de 1988).

### Promotor de la libertad religiosa
Eduardo de Zulueta, estrecho colaborador del embajador Antonio Garrigues Díaz-Cañabate en la embajada española ante la Santa Sede (1964-1972). En esa sede diplomática se redactaron los primeros borradores de los textos que sustituyeron el Concordato entre el Estado español y la Santa Sede de 1953. Posteriormente, al ser nombrado Garrigues Díaz-Cañabate ministro de Justicia en 1975, Zulueta estuvo al frente de la Dirección General de Asuntos Religiosos hasta abril de 1979. Desde allí se sentaron las bases del nuevo modelo de relaciones entre el Estado español y la Iglesia Católica. Se elaboró la ley de libertad religiosa, en julio de 1980.
Tras la promulgación de la nueva Constitución, Zulueta participó en las negociaciones que culminaron con la firma del Acuerdo entre la Santa Sede y España, realizado en Roma por Marcelino Oreja y el cardenal Jean-Marie Villot, el 3 de enero de 1979.

## Premios y distinciones
- Gran Cruz de la Orden de San Raimundo de Peñafort
- Orden de San Silvestre de la Santa Sede
- Comandante de la Orden del Mérito Civil de España
- Comandante de la Orden de Isabel La Católica
- Caballero de la Orden de Carlos III